# Gregory Olsen
Gregory Hammond "Greg" Olsen (Nueva York, 20 de abril de 1945) es un empresario y científico estadounidense, conocido por ser el tercer turista espacial de la historia, tras su compatriota Dennis Tito (2001) y el sudafricano Mark Shuttleworth (2002). Viajó a la Estación Espacial Internacional (ISS) con la Expedición 12 de la ISS a bordo de la Soyuz TMA-7 el 1 de octubre de 2005 y regresó a la Tierra el 11 de octubre a bordo de la Soyuz TMA-6 con la Expedición 11 de la ISS. Pasó un total de 9 días y 21 horas en el espacio, realizando experimentos astronómicos y de teledetección.
Propietario de una empresa que desarrolla material óptico-electrónico y cámaras infrarrojas, de la que es cliente la NASA, Olsen realizó su vuelo a través de la empresa Space Adventures, que mediante un acuerdo comercial con la dirección del programa espacial ruso, lleva a turistas al espacio por un precio estimado de 20 millones de dólares, tras un programa de entrenamiento y evaluación física de los candidatos en la Ciudad de las Estrellas, lugar de entrenamiento de los cosmonautas rusos.

## Biografía
Olsen es licenciado en Física (1966) e Ingeniería Eléctrica (1968) por la Universidad Fairleigh Dickinson de Nueva Jersey. También posee un Máster en Física (1968) por la misma universidad. En 1971 se doctoró en ciencia de los materiales por la Universidad de Virginia.
A continuación, Olsen se trasladó a Sudáfrica y fue investigador posdoctoral en la Universidad de Port Elizabeth durante un año. En 1972 regresó a Estados Unidos y pasó los siguientes once años como investigador en los RCA Laboratories de Princeton (Nueva Jersey), donde trabajó en el campo de los sensores fotónicos y los diodos láser. En 1984 fundó junto con Vladimir Ban, director de RCA Laboratories, la empresa EPITAXX, dedicada a la fabricación de sensores de fibra óptica. Seis años después la vendieron por doce millones de dólares.
Olsen, que tiene una docena de patentes, cofundó en 1991 Sensors Unlimited con Marshall J. Cohen, una empresa fabricante de cámaras infrarrojas de onda corta. En 2000, la vendió a Finisar Corporation por 600 millones de dólares antes de recomprarla dos años después, tras el estallido de la burbuja de las puntocom, por 6 millones de dólares. En 2005 fue revendida a Goodrich Corporation por 60 millones de dólares.

## Vuelo realizado
Realizó un entrenamiento de 900 horas de duración en la Ciudad de las Estrellas y en el Cosmódromo de Baikonur para prepararse para un viaje de turismo en la Estación Espacial Internacional (ISS). Despegó en la cápsula espacial Soyuz TMA-7 el 1 de octubre de 2005 a las 3:54 UTC desde el Cosmódromo de Baikonur, con destino a la ISS, acompañado por el estadounidense Edward William McArthur y el ruso Valeri Tokarev. Impulsada durante nueve minutos para ser puesta en órbita, la cápsula Soyuz realizó un viaje de unos dos días para llegar a la ISS, a la que se acopló el 3 de octubre.
El 10 de octubre, a las 18:50 UTC, volvió a la Soyuz TMA-6 para su regreso a la Tierra, previsto para el día siguiente. Le acompañaron el ruso Serguéi Krikaliov y el estadounidense John L. Phillips, residentes de la ISS desde el 17 de abril de aquel año. El módulo Soyuz se separó el 10 de octubre a las 21:49 GMT y aterrizó en las estepas de Kazajistán el 11 de octubre a las 01:09 GMT.
Su viaje habría costado a Space Adventures unos 20 millones de dólares.